# 小畑由香里
小畑 由香里（おばた ゆかり、1979年10月12日 - ）は、日本の女性ファッションモデル、歌手である。神奈川県綾瀬市出身。ディスカバリー・ネクスト所属。

## 略歴
14歳でモデルデビュー。
ファッション雑誌『JJ』の専属モデル時代は、"ユカリバングス"と呼ばれる前髪で人気を博した。

## 人物
2003年12月24日にプロサッカー選手の柳沢敦と結婚。2010年5月4日に第1子男児、2012年12月15日に第2子女児を出産した。

## 作品

### シングル
1. door  （SVWD-9002, 1998年 7月18日）オリコン76位
  1. door[4:54]
作詞：サエキけんぞう／作曲・編曲：江見トモヒロ
ゲーム「ダブルキャスト」主題歌
  2. door(backing track)[4:54]
2. One Day（YRCN-31008、2002年6月26日）オリコン95位
  1. One Day[4:29]
作詞・作曲：飛鳥涼／編曲：葉山たけし
TBS系「一獲千金 夢家族」主題歌
  2. なんとなく[4:47]
作詞：牧穂エミ／作曲・編曲：葉山たけし
  3. One Day (Instrumental)[4:29]
  4. なんとなく (Instrumental)[4:43]
3. 冬蛍〜フユホタル〜（YRCN-10004、2003年1月22日）オリコン17位
  1. 冬蛍 〜フユホタル〜[4:16]
作詞：中沢晶／作曲・編曲：織田哲郎
フジテレビ系「HEY!HEY!HEY! MUSIC CHAMP」2002年12月〜2003年1月度エンディング・テーマ
  2. 明日の地図[4:50]
作詞：中沢晶／作曲・編曲：長田直也
  3. 冬蛍 〜フユホタル〜 (Instrumental)[4:16]
  4. 明日の地図 (Instrumental)[4:46]
4. BLUE FOX（YRCN-10010、2003年7月30日）オリコン23位
  1. BLUE FOX[4:37]
作詞：小畑由香里／作曲：橘いずみ／編曲：TOMI YO・須藤晃
  2. LOVE CLOCK 〜 恋の秒針[4:43]
作詞：小畑由香里／作曲：橘いずみ／編曲：TOMI YO・須藤晃
  3. BLUE FOX (INSTRUMENTAL)[4:38]
  4. LOVE CLOCK 〜 恋の秒針 (INSTRUMENTAL)[4:41]

### 映像作品
- ぜったいアイドル小畑由香里（1996年2月25日、小学館） - CD-ROM

## 出演

### 雑誌
- ヤングマガジン（モデルデビュー時）
- ヤングサンデー 「1996 第1回ヤングサンデーぜったいアイドル決定戦」グランプリ
- プチセブン
- JJ、JJ bis
- ViVi
- CLASSY
- MARIA japan

### CM・広告
- 大正製薬「アイリスCL-1」（1995年）
- UHA味覚糖「ピピンC」（1996年、矢田亜希子と共演）
- 有線ブロードネットワークス
- SCジョンソン
- サークルKサンクス（2003年）
- グンゼ
- 花王「エッセンシャル」

奥田順子・松本莉緒・森下千里・平子理沙・八田亜矢子らと競演

### テレビ
- 王様のブランチ（2004年2月21日、TBS）
- 女神系GOLF（2008年10月〜 2009年3月、テレビ朝日）

### ラジオ
- 小畑由香里のミュージック&トレンドリサーチャー（2002年1月〜2002年9月、TOKYO FM）
- 小畑由香里J-FACTORY（2002年10月〜2004年3月、文化放送）
- 小畑由香里のタロファココロジー（2006年4月〜　岐阜FM「インターネットラジオ　玉手音TV」連動）

| 文化放送 火曜26:00〜26:30枠 | 文化放送 火曜26:00〜26:30枠 | 文化放送 火曜26:00〜26:30枠 |
| 前番組                      | 番組名                      | 次番組                      |
| --------------------------- | --------------------------- | --------------------------- |
| 友池・中林 無理からラジオ   | 小畑由香里J-FACTORY         | ニーハオ!小野綾子的夢送信   |

### WEB
- ランチタイム ナビゲーション MIDTOWN TV（2007年3月28日〜7月18日、GyaO）

### 映画
- ろくでなしBLUES（1996年）今井和美役

## 書籍
- ご飯がすすむ!由香里レシピ（2009年12月12日、角川春樹事務所）ISBN 978-4758411479